# Битва за Заофу
«Битва за Заофу» (англ. The Battle of Zaofu) — шестой эпизод четвёртого сезона американского мультсериала «Легенда о Корре».

## Сюжет
Су, Вей и Винг проникают в лагерь Кувиры, чтобы убить её. Однако в палате Великого объединителя спит Жу Ли, и Бейфонгов арестовывают. Кувира сообщает об этом по радио и требует полной капитуляции. Корра собирается поговорить с ней на рассвете. Утром Варика ведут на работу, и он берёт в свои помощники Болина. Вместе с Джинорой и Опал Корра приходит к Кувире. Последняя врёт Опал, что Болин полностью верен Великому объединителю. Не договорившись мирно, Аватар и Кувира решают сразиться 1 на 1 за Заофу. Они начинают бой, и Великий объединитель доминирует. Варик тем временем продолжает работу над экспериментом. Кувира продолжает побеждать, и Опал хочет вмешаться, но Корра просит этого не делать. Варик решает подорвать себя вместе с поездом и активирует доделанную бомбу. Он вынуждает Баатара-младшего и стражу покинуть поезд.
Корра входит в состояние Аватара и начинает справляться с Кувирой, но ей снова мерещится её лицо, и она падает. Великий объединитель хватает её и собирается добить, но тогда Джинора и Опал вмешиваются. За это Кувира натравливает на них свою армию, и, пока Опал образует торнадо, Джинора духовно идёт за помощью к брату и сестре, которые рисуют под присмотром Хьюана. Болин отцепляет вагоны, и Баатар-младший со своими людьми отделяются от них. Варик не шутил насчёт бомбы, и её не отключить. Болин замечает люк, говорит, что ненавидит Варика, и прыгает с ним на рельсы. Баатар-младший видит взрыв и полагает, что они погибли, но те выживают, успев выбраться с поезда. Мило и Икки прилетают на бизоне и спасают Корру, Джинору и Опал, улетая из Заофу. Ночью Кувира объявляет город своим и приказывает народу поклониться ей. Баатар-старший и Хьюан этого не делают, и Баатар-младший приказывает арестовать отца и брата. Затем он говорит о гибели Варика и Болина, и Великий объединитель велит ему и Жу Ли продолжать эксперимент.

## Отзывы

Динамика оценок IGN к эпизодам 4 сезона мультсериала

Макс Николсон из IGN поставил эпизоду оценку 8,6 из 10 и написал, что поединок Великого объединителя и Корры «был похож на гладиаторский бой — столкновение между чемпионами — солдаты Кувиры подбадривали своего лидера». Оливер Сава из The A.V. Club дал серии оценку «A-» и отметил, что «хотя название этого эпизода предполагает грандиозную военную стычку, фактическая битва за Заофу удивительно сдержана».
Каси Феррелл из Den of Geek похвалила сценаристов за то, «что эта серия одновременно невероятно напряжённая, но также временами очень забавная». Она продолжила, что «им удалось найти идеальный баланс между юмором, присущим Болину или Варику, и напряжением, создаваемым присутствием бомбы». Коллега Феррелл, Майкл Маммано, вручил эпизоду 3,5 звёзд из 5 и написал, что «визуальные эффекты в этой серии были фантастическими».
Дэвиду Гриффину из Screen Rant «было больно смотреть, как Кувира избивает Корру». Ноэл Киркпатрик из Yahoo! похвалил Джона Майкла Хиггинса, озвучивающего Варика, написав, что он «всегда великолепен» и «особенно на этой неделе». Главный редактор The Filtered Lens, Мэтт Доэрти, поставил серии оценку «A» и написал, что «„Битва за Заофу“ была одним из самых напряжённых эпизодов в истории „Корры“».
Мордикай Кнод из Tor.com был рад, что в этой серии можно было побольше увидеть Хьюана, и назвал его критику рисунков детей Тензина «своим самым ярким моментом в этом эпизоде». Мэтт Пэтчес из ScreenCrush провёл параллель, что «20 июля 1944 года заговор германского Сопротивления по убийству Адольфа Гитлера с помощью бомбы из портфеля провалился», и «7 ноября 2014 года заговор Суинь Бейфонг и её двух сыновей по убийству Великого объединителя Кувиры тоже провалился». Он добавил: «Фашистские диктаторы: их так сложно убить, реальных или вымышленных». Рецензент также посчитал, что «название вроде „Битва за Заофу“ намекает на экшн в стиле „Властелина колец“», но «мы получаем» иное.